# Tony Byrne
Tony Byrne est un boxeur irlandais né le 6 juillet 1930 à Drogheda et mort le 27 avril 2013 à Edmonton.

## Carrière
Il participe aux Jeux olympiques d'été de 1956 en combattant dans la catégorie des poids légers et remporte la médaille de bronze.

### Parcours auxJeux olympiques
Jeux olympiques d'été de 1956 à Melbourne (poids légers) :
- Bat Josef Chovanec (Tchécoslovaquie) aux points
- Bat Luis Molina (États-Unis) aux points
- Perd contre Harry Kurschat (Allemagne) aux points